# Château de Collanges
Le Château de Collanges est un château résidentiel situé à Collanges dans le département du Puy-de-Dôme, en France.

## Historique
Il a été construit à partir d'une ancienne forteresse.

## Description
La structure est placée au centre d'un parc luxuriant d'arbres volumineux, de fleurs comestibles et de verdure.
L'architecture est une combinaison de château-fort et de manoir, orné de statues baroques et de portails en bois. Les anciens contreforts romans, autrefois saillants, ont été intégrés dans la reconstruction du début XVe siècle et sont typiques de la région d'Auvergne.